# Hamza Mathlouthi
Hamza Mathlouthi (en árabe: حمزة المثلوثي‎; Bizerta, 25 de julio de 1992) es un futbolista tunecino que juega en la demarcación de lateral derecho para el Zamalek SC de la Premier League de Egipto.

## Selección nacional
Hizo su debut con la selección de fútbol de Túnez el 5 de marzo de 2014 en un partido amistoso contra Colombia que finalizó con un resultado de empate a uno tras el gol de James Rodríguez para Colombia, y de Wahbi Khazri para Túnez. Además disputó la Copa Africana de Naciones 2015, la Copa Africana de Naciones 2017, la Copa Árabe de la FIFA 2021 y la Copa Africana de Naciones 2021.

### Goles internacionales
| # | Fecha               | Estadio                          | Oponente   | Gol | Resultado | Competición                    |
| - | ------------------- | -------------------------------- | ---------- | --- | --------- | ------------------------------ |
| 1 | 16 de enero de 2022 | Estadio de Limbé, Limbé, Camerún | Mauritania | 1–0 | 4-0       | Copa Africana de Naciones 2021 |

### Participaciones en la Copa Africana de Naciones
| Copa Africana de Naciones      | Sede              | Resultado        | Partidos | Goles |
| ------------------------------ | ----------------- | ---------------- | -------- | ----- |
| Copa Africana de Naciones 2015 | Guinea Ecuatorial | Cuartos de final | 3        | 0     |
| Copa Africana de Naciones 2017 | Gabón             | Cuartos de final | 0        | 0     |
| Copa Africana de Naciones 2021 | Camerún           | Cuartos de final | 3        | 1     |

## Clubes
| Club        | País   | Año       | Partidos | Goles |
| ----------- | ------ | --------- | -------- | ----- |
| CA Bizertin | Túnez  | 2010-2016 | 112      | 4     |
| CS Sfaxien  | Túnez  | 2016-2020 | 98       | 7     |
| Zamalek SC  | Egipto | 2020-     | 132      | 4     |

## Palmarés

### Campeonatos nacionales
| Título                   | Club       | País   | Año  |
| ------------------------ | ---------- | ------ | ---- |
| Copa de Túnez            | CS Sfaxien | Túnez  | 2019 |
| Premier League de Egipto | Zamalek SC | Egipto | 2021 |